# Mesch
Mesch (Limburgs: Misj), gelegen in de Limburgse gemeente Eijsden-Margraten, is het zuidelijkst gelegen kerkdorp van Nederland. In 2008 had de plaats 367 inwoners. Het dorp ligt in het Voerdal aan het riviertje de Voer, waarnaar ook de aangrenzende Belgische Voerstreek is vernoemd.

## Geschiedenis
Mesch is voortgekomen uit een nederzetting bij een kerk die waarschijnlijk in de negende eeuw werd gesticht door kanunniken uit Aken. De huidige Sint-Pancratiuskerk bevat nog belangrijke delen van deze kerk en is hiermee mogelijk de oudste stenen kerk van Limburg, zo niet van Nederland.
Tot 1794 bleef het dorp een rijksvrijheid onder de Akense proosdij. De Fransen maakten het tot een eigen gemeente in het departement Nedermaas. Van 1815 tot 1943 bleef Mesch een zelfstandige gemeente. In dat jaar ging het grootste deel ervan op in de gemeente Eijsden en kleinere delen werden bij andere aangrenzende gemeentes gevoegd. Samen met onder meer Eijsden is Mesch sinds 1 januari 2011 een onderdeel van de gemeente Eijsden-Margraten.
Tijdens de Tweede Wereldoorlog was Mesch op 12 september 1944 het eerste Nederlandse dorp dat bevrijd werd door de Geallieerde troepen, in dit geval door de 30e Infanteriedivisie van de Amerikaanse landmacht. Naast de openbare basisschool staat een gedenksteen ter nagedachtenis aan de bevrijding.

## Bezienswaardigheden
- De Sint-Pancratiuskerk, een der oudste kerkgebouwen van Nederland, met preromaanse delen.
- Pastorie, aan Kerkplein 1, van 1781.
- Moordkruis aan hoek Voerenweg/Uit de Pateel, 18e-eeuws.
- De Meschermolen, een watermolen op de Voer.
- Historische boerderijen, zoals:
  - Langstraat 2, van 1740
  - Kerkplein 14, van 1752
  - De Laathof, Langstraat 3, van 1761
  - Op den Dries 3, van 1765
  - Langstraat 1, van 1805, met woning van 1910

Zie ook
- Lijst van rijksmonumenten in Mesch

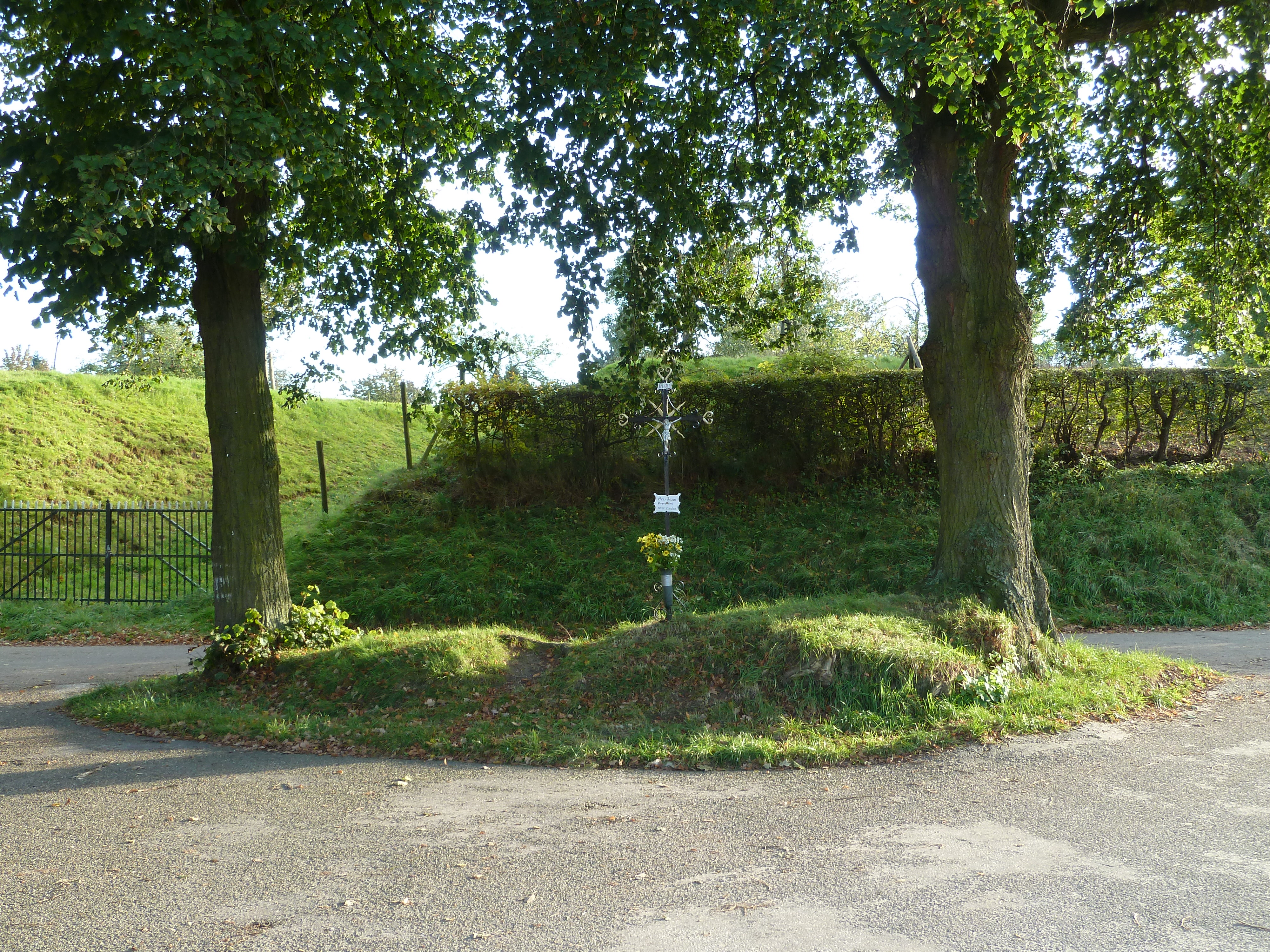
Wegkruis aan de Bovenstraat-Grijzegraaf
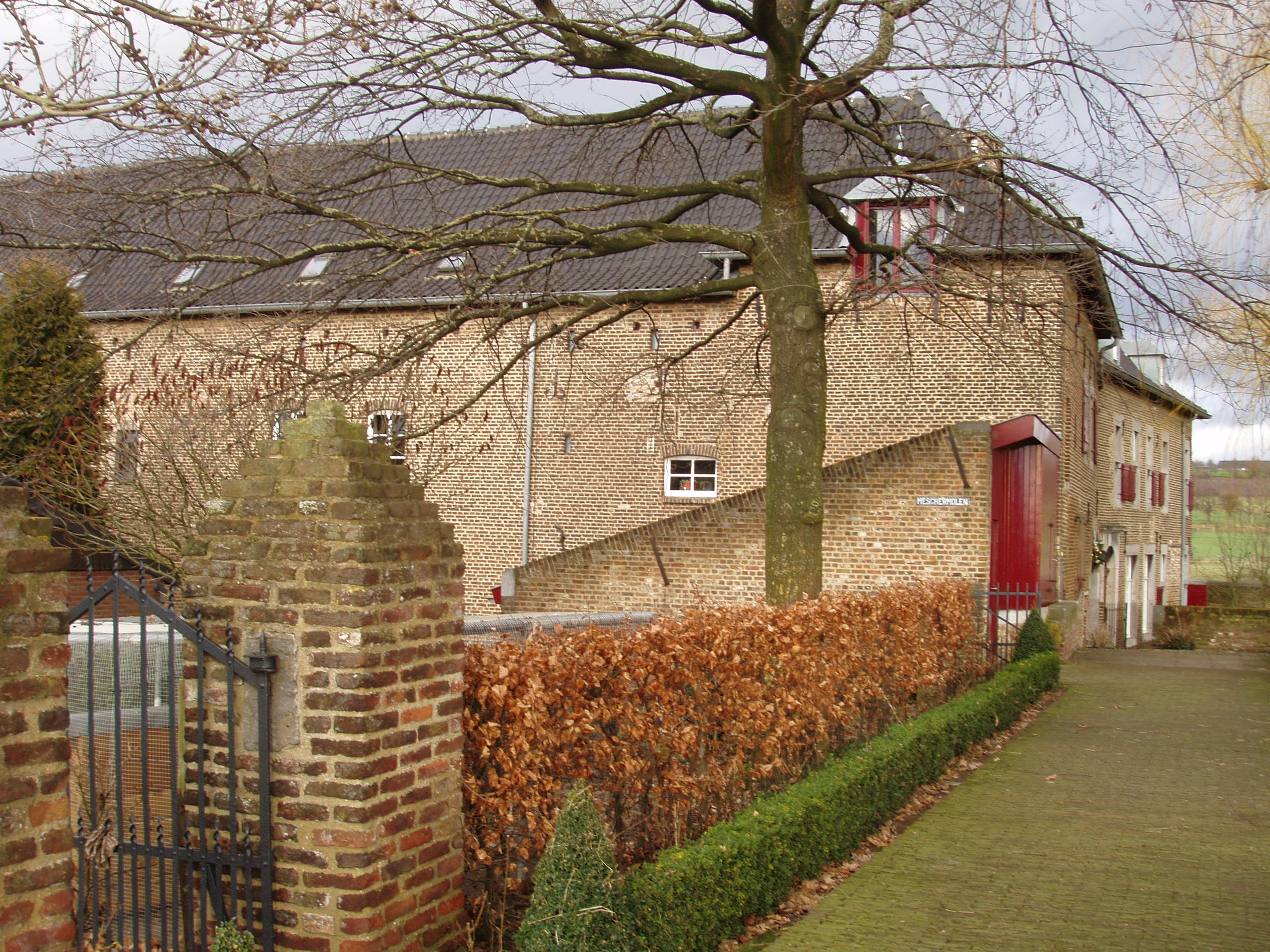
De Meschermolen
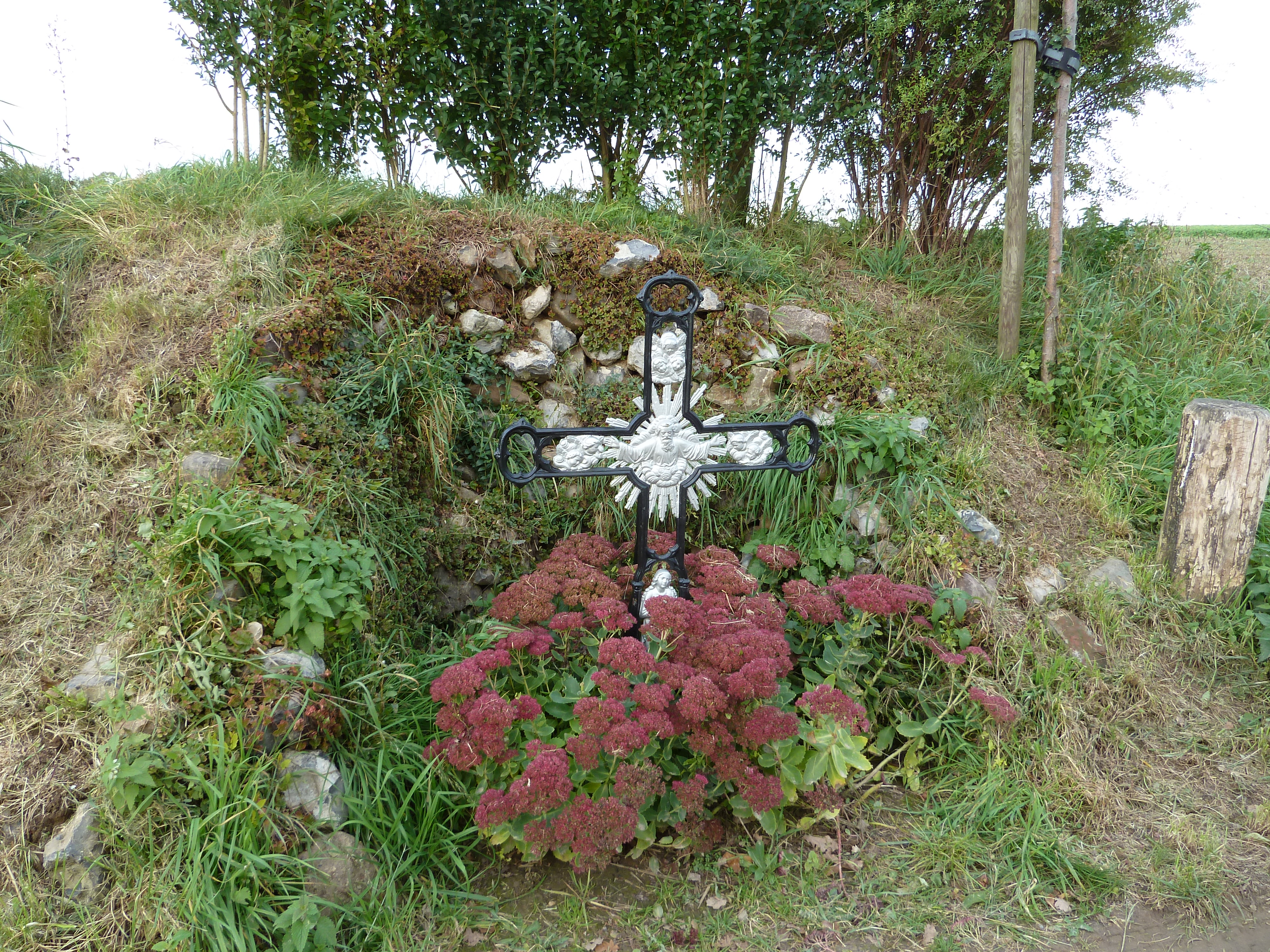
Wegkruis Steenbergsweg-Voerenweg
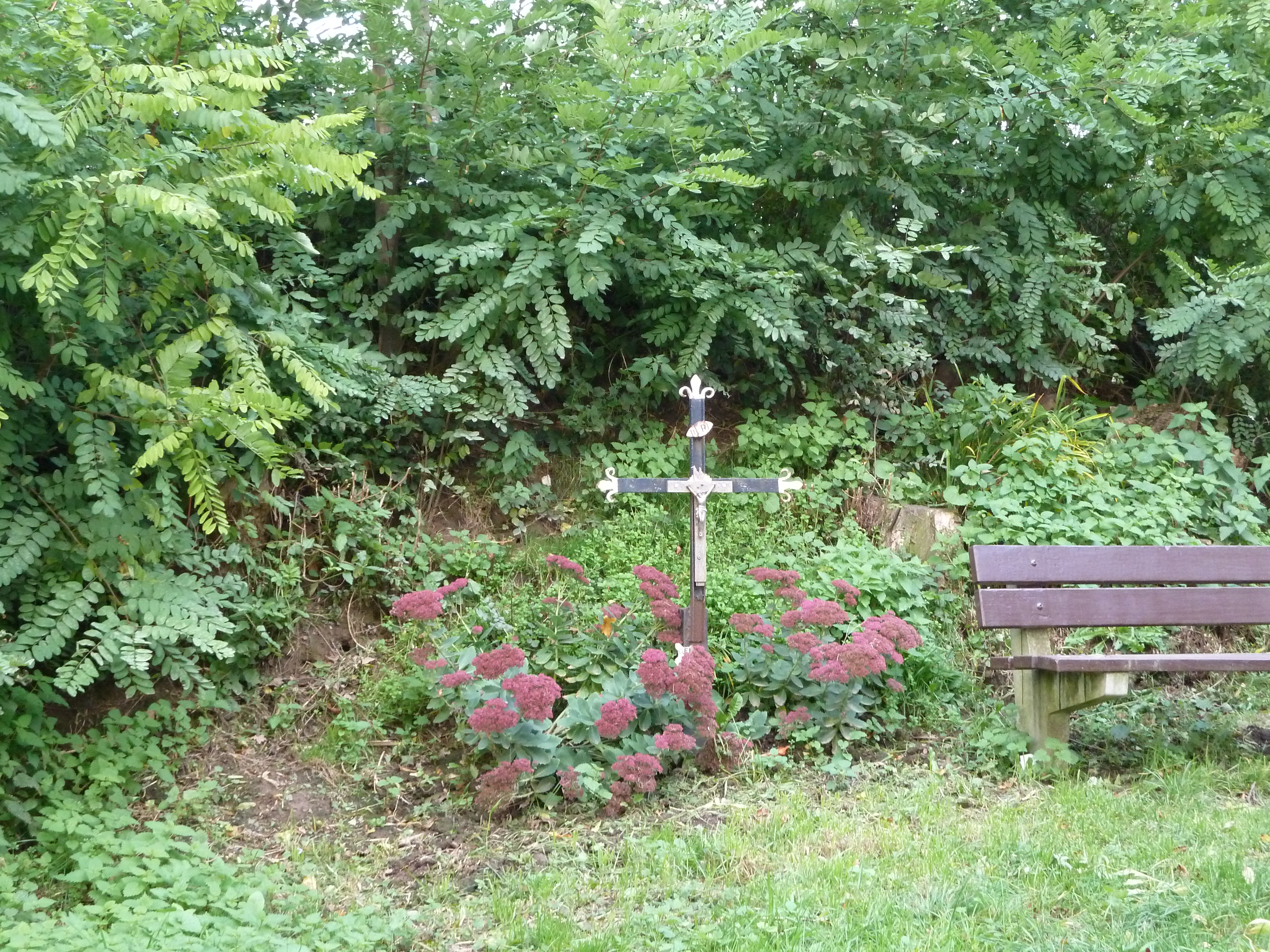
Wegkruis Voerenweg-Heiweg
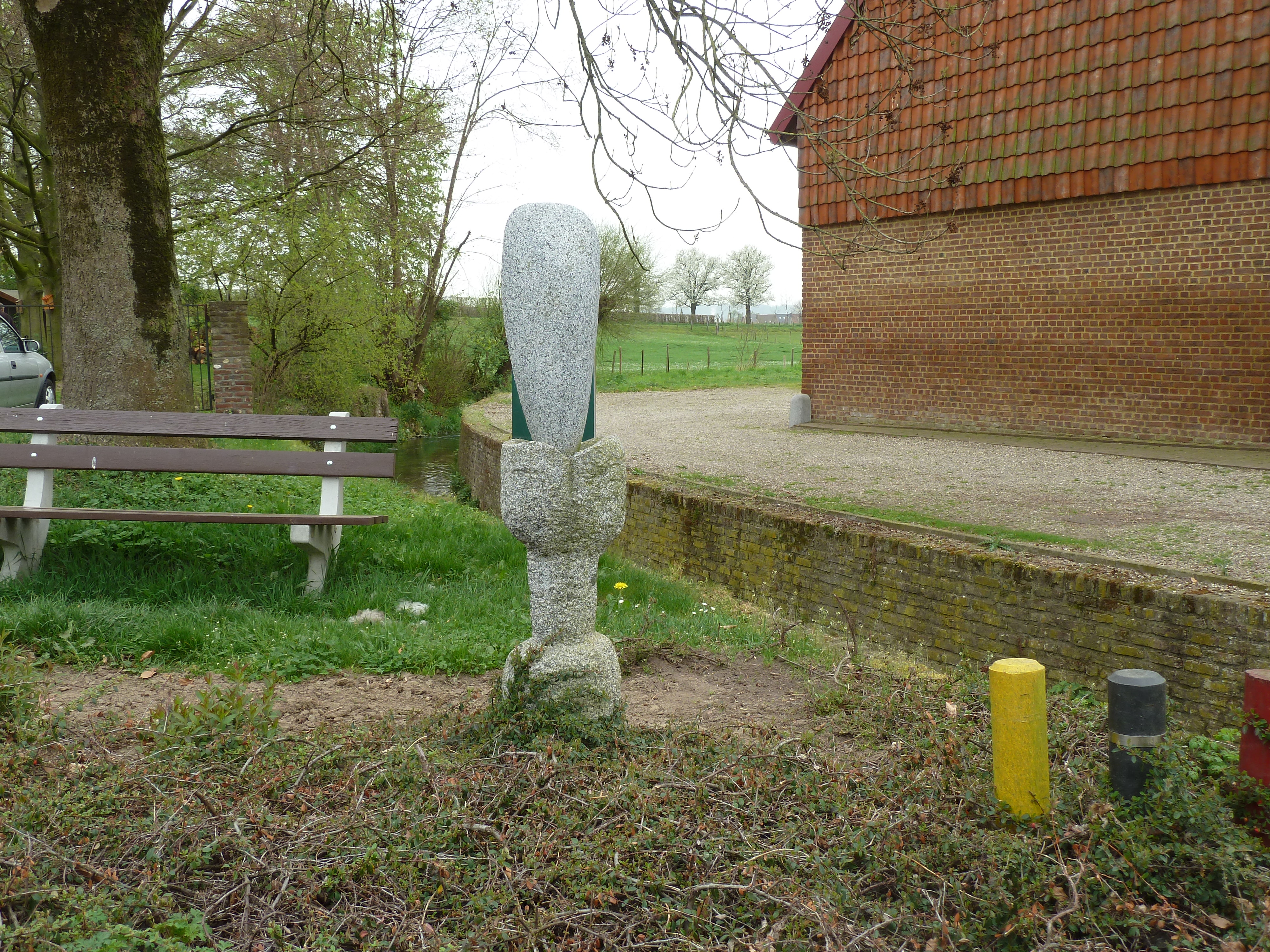
Kunst aan de Voer
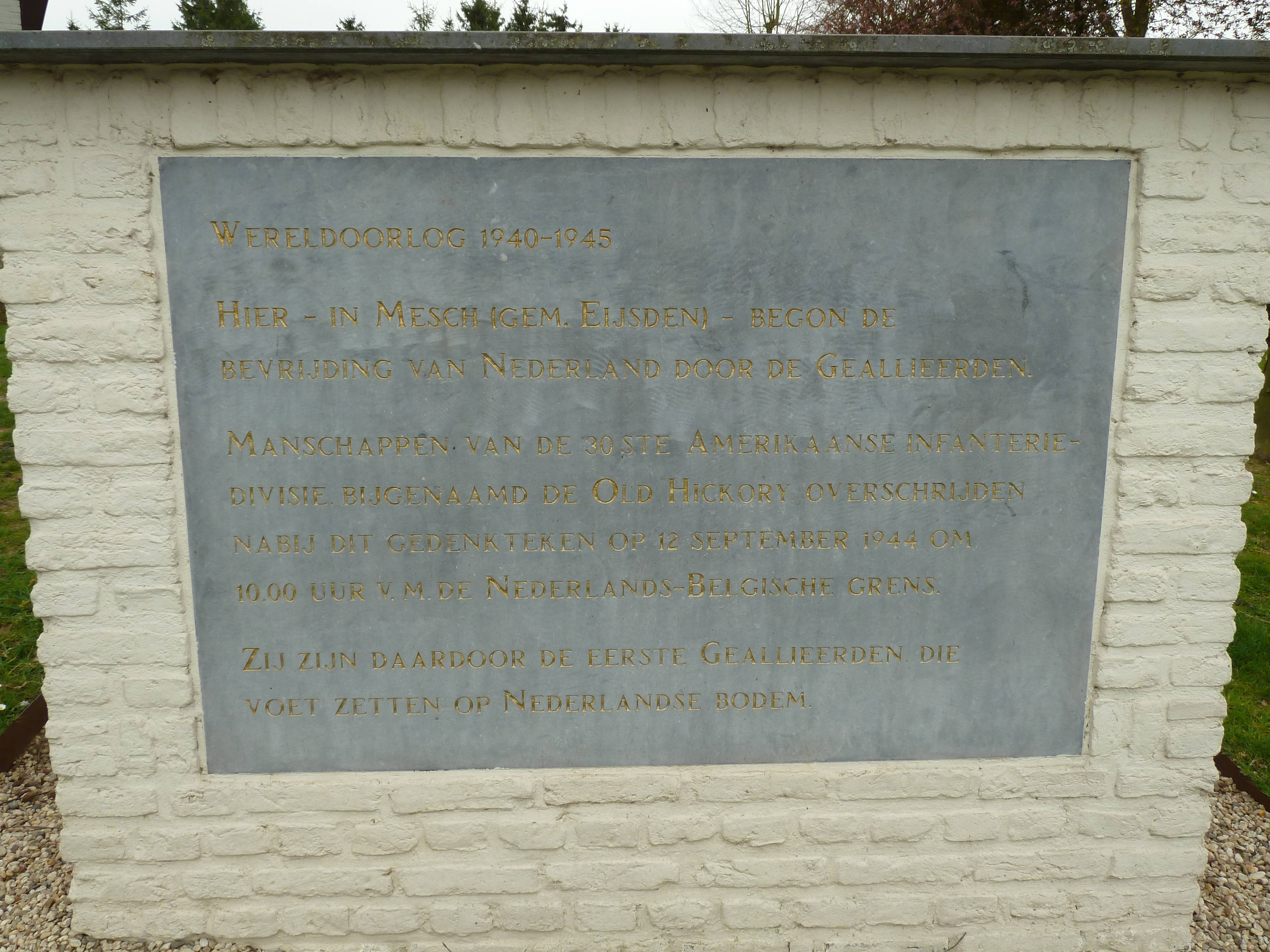
Bevrijdingsmonument, Mesch
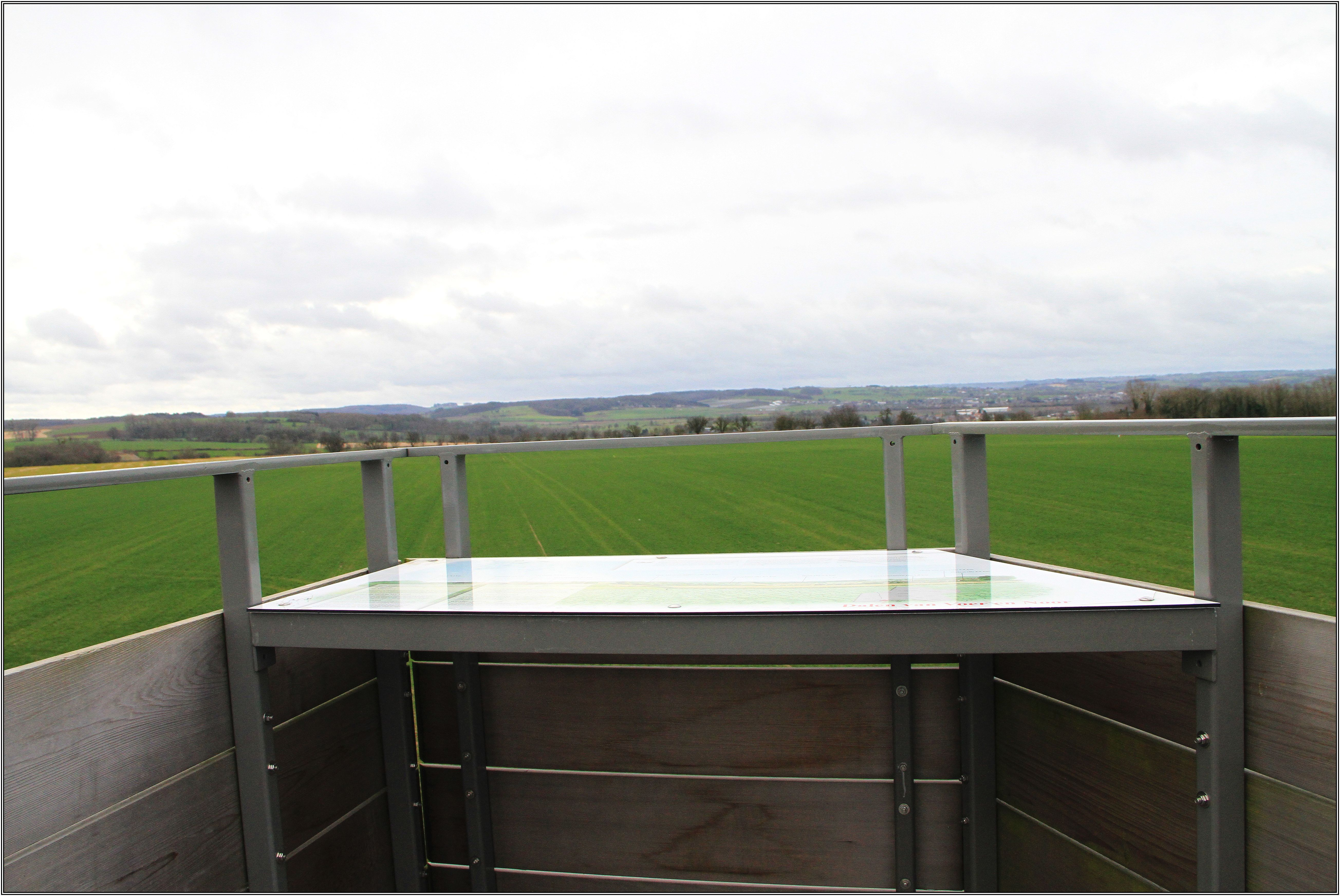
Uitkijktoren Mesch

## Natuur en landschap
Mesch ligt in het dal van de Voer, op een hoogte van 69 meter. Ten noorden van Mesch ligt de helling naar het Plateau van Margraten, waar zich enkele holle wegen bevinden. Naar het zuiden toe vindt men het dal van de Berwijn.

## Nabijgelegen kernen
Moelingen, 's-Gravenvoeren, Mariadorp, Sint Geertruid, Berneau
In de omgeving van Mesch vindt men bovendien de buurtschap Withuis.